# Gimnastyka na Letnich Igrzyskach Olimpijskich 1932 – skoki akrobatyczne na ścieżce
Skoki na ścieżce były jedną z konkurencji gimnastycznych rozgrywanych podczas Letnich Igrzysk Olimpijskich 1932. Zawody zostały rozegrane w dniu 10 sierpnia 1932 r. W zawodach wystartowało czterech zawodników z dwóch krajów.

## Format zawodów
Zawody polegały na wykonywaniu dwóch układów ćwiczeń: obowiązkowego i dowolnego. O kolejności decydowała suma punktów za oba układy.

## Wyniki
| Pozycja | Zawodnik      | Reprezentacja     | Układ obowiązkowy | układ dowolny | Łącznie |
| ------- | ------------- | ----------------- | ----------------- | ------------- | ------- |
| 1.      | Rowland Wolfe | Stany Zjednoczone | 28,3              | 28,4          | 56,7    |
| 2.      | Ed Gross      | Stany Zjednoczone | 27,6              | 28,4          | 56,0    |
| 3.      | Bill Hermann  | Stany Zjednoczone | 26,6              | 28,5          | 55,1    |
| 4.      | István Pelle  | Węgry             | 25,4              | 20,9          | 46,3    |